# B'Day
B'Day е вторият студиен албум на американската певица Бийонсе. Излиза 31 август 2006. От него излизат шест сингъла – Déjà Vu, Ring the Alarm, Irreplaceable, Beautiful Liar, Get Me Bodied и Green Light.

## Списък с песните

### Оригинален траклист
1. Déjà Vu (с Джей Зи) – 4:00
2. Get Me Bodied – 3:25
3. Suga Mama – 3:24
4. Upgrade U (с Джей Зи) – 4:32
5. Ring the Alarm – 3:23
6. Kitty Kat – 3:55
7. Freakum Dress – 3:20
8. Green Light – 3:29
9. Irreplaceable – 3:47
10. Resentment – 4:40
11. Бис за феновете (скрит трак) – 0:39
12. Listen (скрит трак) – 3:38
13. Get Me Bodied (разширен mix) (скрит трак) – 5:59

### Интернационално издание
1. Check on It (с Бън Би и Slim Thug) – 3:30
2. Бис за феновете (скрит трак) – 0:39
3. Listen (скрит трак) – 3:38
4. Get Me Bodied (разширен mix) (скрит трак) – 5:59

### Американско делукс издание
1. Beautiful Liar (с Шакира) – 3:19
2. Irreplaceable – 3:47
3. Green Light – 3:30
4. Kitty Kat – 3:55
5. Welcome to Hollywood – 3:18
6. Upgrade U (с Джей Зи) – 4:32
7. Flaws and All – 4:08
8. Get Me Bodied (разширен mix) – 6:18
9. Still in Love (Kissing You) – 3:18
10. Freakum Dress – 3:20
11. Suga Mama – 3:24
12. Déjà Vu (с Джей Зи) – 4:00
13. Ring the Alarm – 3:23
14. Resentment – 4:40
15. Listen – 3:40

### Интернационално делукс издание
1. If – 3:19
2. Get Me Bodied (разширен mix) – 6:18
3. Freakum Dress – 3:20
4. Suga Mama – 3:24
5. Déjà Vu (с Джей Зи) – 4:00
6. Ring the Alarm – 3:23
7. Resentment – 4:40
8. Listen – 3:40
9. World Wide Woman – 3:41
10. Check on It (с Бън Би и Slim Thug) – 3:30
11. Amor Gitano (с Алехандро Фернандес) – 3:48
12. Beautiful Liar (Remix) (с Шакира) – 3:00

### Интернационално дигитално издание
1. Creole – 3:53

### Американско делукс издание (диск 2)
1. Amor Gitano (с Алехандро Фернандес) – 3:48
2. Oye – 3:41
3. Irreemplazable – 3:48
4. Bello Embustero – 3:20
5. Beautiful Liar (Remix) (с Шакира) – 3:01
6. Beautiful Liar (испанско-английска версия) (със Sasha Fierce) – 3:21
7. Irreemplazable (Norteña Remix)

### Интернационално делукс издание (DVD)
1. Beautiful Liar (с Шакира) – 3:34
2. Irreplaceable – 4:17
3. Kitty Kat – 1:03
4. Green Light – 3:31
5. Upgrade U (с Джей Зи) – 4:38
6. Flaws and All – 4:14
7. Get Me Bodied (разширен mix) – 6:42
8. Freakum Dress – 3:21
9. Suga Mama – 3:37
10. Déjà Vu (с Джей Зи) – 4:06
11. Ring the Alarm – 3:33
12. Listen – 3:49
13. Still in Love (Kissing You) (по-късно изтрит) – 4:41
14. Надписи – 0:51
15. Зад кадър – 17:39